# Inge Reitz-Sbresny

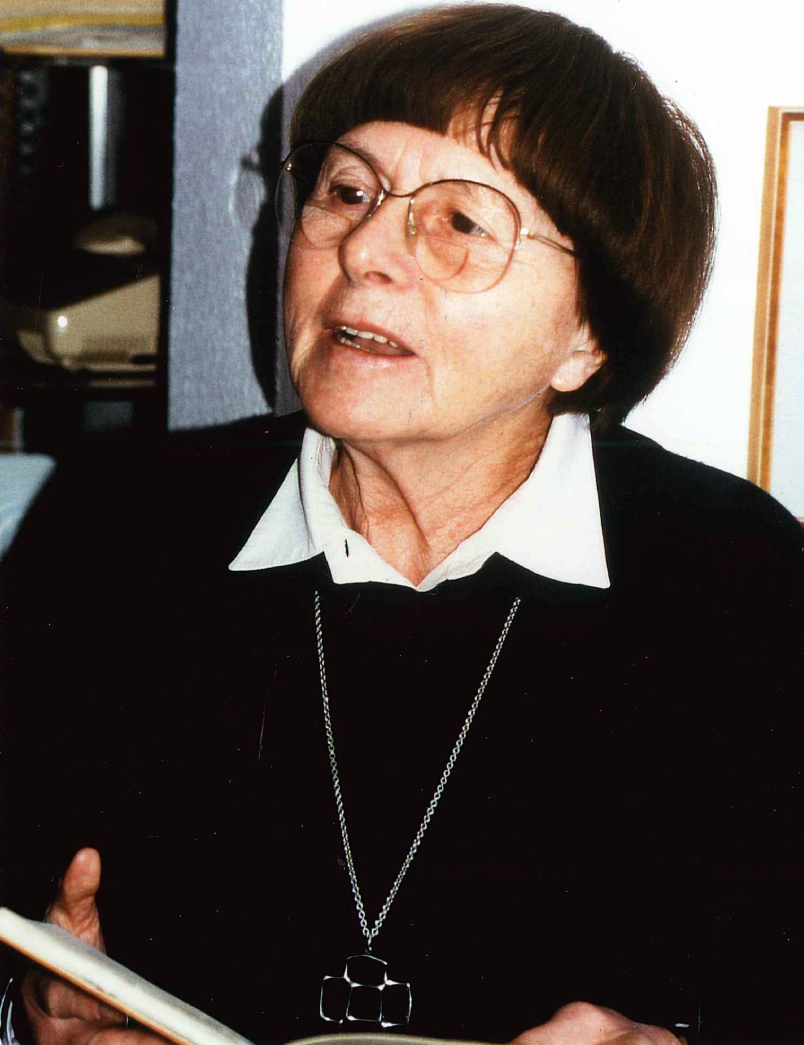
Lesung, 8. Dezember 1996

Inge Reitz-Sbresny (* 20. Juni 1927 in Mainz; † 28. September 2011 ebenda) war eine deutsche Schriftstellerin. Sie veröffentlichte Texte in Mainzer Mundart und Hochdeutsch. Sie schrieb für den Hörfunk, veröffentlichte zahlreiche Sammlungen mit Kurzgeschichten und Erzählungen, einen Gedichtband und Bühnenstücke. Für die Mainzer Allgemeine Zeitung schrieb sie eine wöchentliche Kolumne, „Mainzer Gebabbel“.

## Leben

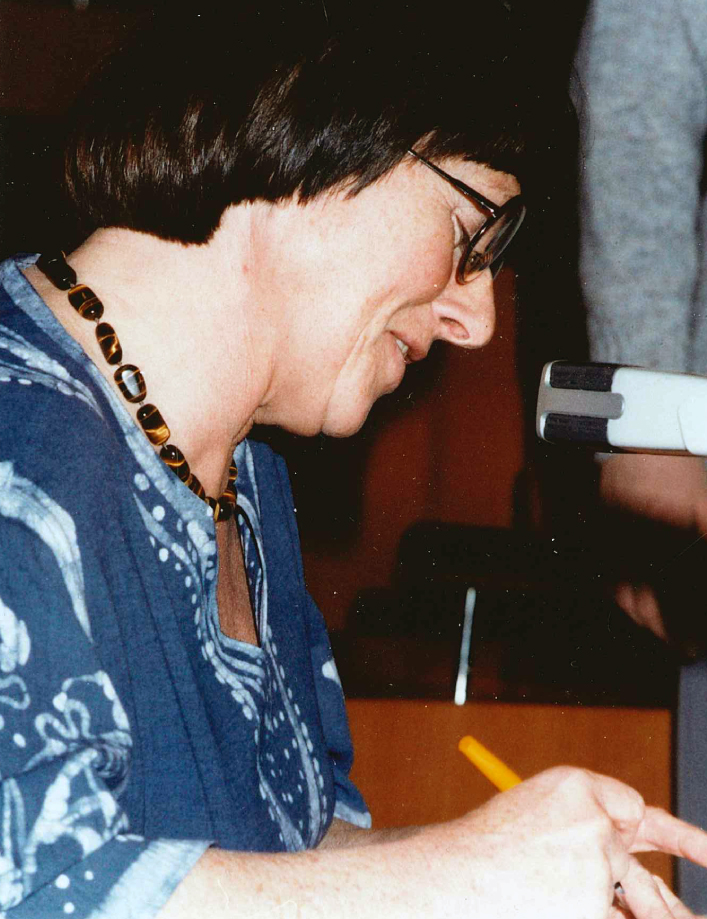
Signierstunde nach Lesung im Mainzer Rathaus am 4. Dezember 1980

Ingeborg Katharina Reitz war die Tochter von Hans und Klara Sbresny. Sie wuchs in der Mainzer Neustadt auf. Die Kindheit während der NS-Zeit wurde durch den Krieg, die Bombenangriffe, die Zerstörung von Mainz geprägt. Durch die Wirren des Zweiten Weltkriegs musste sie das Gymnasium ohne Abitur verlassen, besuchte aber dennoch mehrere Semester lang Literaturvorlesungen an der Universität Mainz. Von 1949 bis 1957 arbeitete sie beim Musikverlag Schott. 1953 heiratete sie Helmut Reitz und nannte sich als Schriftstellerin von da an Inge Reitz-Sbresny. Sie lebte in Mainz, später zeitweise auch im Hunsrück.

## Werk
Inge Reitz-Sbresny ist nicht nur durch Geburt und Wohnort eng mit der Stadt Mainz verbunden, sondern vor allem durch die Wahl des Mainzer Dialekts für ihre schriftstellerische Arbeit. Sie wählte die Mundart als Stilmittel zu einem Zeitpunkt, als dies noch nicht in Mode war.
Ihre frühen Texte, Monologe und Dialoge, die im Südwestfunk gesendet wurden, nahm sie anfangs selbst dort auf. Bei Dialogen übernahm es gelegentlich ihr Mann Helmut, die männliche Rolle zu sprechen.
Der erste Erzählband Määnzer Geschwätz erschien 1955 im Selbstverlag. Sie veröffentlichte in den folgenden Jahren zahlreiche Erzählbände, Beiträge in Anthologien, in Zeitschriften und Zeitungen. Über Jahrzehnte wurden Texte im Rundfunk gesendet (Südwestfunk und Saarländischer Rundfunk). Viele Hunderte von Lesungen hat sie in Mainz und Umgebung durchgeführt.
1980 gewann sie den Mundart-Wettbewerb der Stadt Mainz (1. Preis für Gedichte), 1981 den Preis der Emichsburg Bockenheim, 1984 den Preis für Weinpublizistik, München, für Redde mer vom Woi.
1982 erschien ihr Gedichtband Besser als wie nix. Gleichzeitig war sie in der Mainzer Autorengruppe aktiv. Mainzer Kulturprojekte wie das Kulturtelefon (1980) oder das Mainzer Plakatgedicht (1984) starteten mit ihren Texten.
Ab 1985 veröffentlichte sie in der Mainzer Allgemeinen Zeitung eine wöchentliche Kolumne, wodurch sie einem breiten Mainzer Publikum bekannt wurde. Es erschienen 658 Kolumnen. Auch im Rundfunk veröffentlichte sie Serien: Mundart-Rätsel und Erste Gedanken, die in den frühen Morgenstunden regelmäßig gesendet wurden.
1989 erschien ihre hochdeutsche Erzählung Besuchszeit: Eine Frau im Altersheim erzählt aus ihrem Leben. Der Text wurde gut aufgenommen, brachte ihr auf dem hochdeutschen Buchmarkt aber nicht den künstlerischen Durchbruch.
1997 gewann sie mit dem Theaterstück Der Präsident bei dem Theaterpreis Pfälzer Mundart der Stadt Frankenthal den zweiten Preis. Die Komödie wurde in Frankenthal aufgeführt, im Fernsehen ausgestrahlt und im Deutschen Theaterverlag veröffentlicht. Dort erschien auch eine zweite Komödie Thea Boland. 2000 erschien mit Der Suppenschmecker eine Sammlung hochdeutscher Erzählungen.

## Stimmen über Inge Reitz-Sbresny
Jens Beutel, Mainzer Oberbürgermeister:
„Im Werk von Inge Reitz-Sbresny spiegelte sich stets das Denken und Fühlen, das Wesen der Mainzer wider. Ihre Gedichte und Erzählungen tragen den typischen Mainzer Humor sowie eine Mischung aus Freude und Schmerz in sich. Ihr schriftstellerisches Werk war im angenehmsten Sinne hintergründig und bodenständig zugleich.“
Marianne Grosse, Mainzer Kulturdezernentin:
„Inge Reitz-Sbresny war nicht nur eine in der Region populäre Autorin, sondern zeitlebens auch eine meinungsfreudige Frau. Sie nahm nie ein Blatt vor den Mund und sagte in einem Interview anlässlich ihres 65. Geburtstages: ,Na, ja. Ich sag’, was ich will, ich schreib’, was ich will.’ So werden wir die große Mundartautorin in Erinnerung behalten.“
Anton Maria Keim, Mainzer Kulturdezernent, schrieb in einer Rezension über den Gedichtband Besser als wie nix:
„Wer in diesem (…) Bändchen mundartlich-anheimelnde Hausmannskost vermutet, (…) der sollte sich hüten, sich wappnen für die Lektüre. (…) Es weht viel eher der scharfe Geist der Heine, Brecht und Kästner, - und man wittert auch ihre Formenwelt. In solcher Erbschaft stehen die jüngsten Gedichte der Inge Reitz-Sbresny! (…) Es sind niemals große Worte (…). Kein Wort ist zuviel, im Auslassen zeigt Inge Reitz-Sbresny ihre poetische Askese. (…) Es spricht viel Witzig-Weises aus diesen Gedichten, das geht auch an die Nieren, wenn man sich hineindenkt. Die Mundart-Mode war nicht nötig für Inge Reitz-Sbresny! Sie ist ihren eigenen Weg der Verdichtung, der Präzisierung, der formalen Strenge gegangen. Wer Idylle und Kleine-Leute-Philosophie erwartet, sollte das Bändchen lieber nicht aufschlagen. Denn da redet kein Autor – wie gern in der Mundart-Bütt – dem Publikum nach dem Mund. Hier wird – auch die Mainzer-Welt ‚frag-würdig‘! Wer dafür eine Antenne hat, wird auf die Form mit Vergnügen, auf die Gedanken mit Betroffenheit, auf den Weg der Autorin Reitz-Sbresny mit Respekt reagieren.“

## Bibliographie
- Määnzer Geschwätz. Erzählungen. Selbstverlag, Mainz 1955. (Zeichnungen von Ernst Birkheimer)
- Mainzer Gebabbel. Erzählungen. Verlag Weidlich, Frankfurt am Main 1964. (Zeichnungen von Hannes Gab)
- Uff Määnzerisch. Erzählungen. 2. Auflage. Verlag Dr. Hanns Krach, Mainz 1981, ISBN 3-87439-056-X. (Zeichnungen von August Lauda)
- De Kaugummi. Eine Erzählung. Roval's Verlag, Mainz 1979. (Bilder von Heidi Beilstein)
- De Holzworm. Erzählungen. 2. Auflage. Verlag Dr. Hanns Krach, Mainz 1984, ISBN 3-87439-070-5. (Zeichnungen von Hermann Volz)
- De Weihnachtsdeller; Kinnerwünsch; Die Mohnblum. Erzählungen. In: Rudolf Herfurtner, Frederik Hetmann (Hrsg.): Das rheinische Kinderbuch. Loewes Verlag, Bayreuth 1980, ISBN 3-7855-1839-0.
- Besser als wie nix. Gedichte. 2. Auflage. Verlag Dr. Hanns Krach, Mainz 1985, ISBN 3-87439-085-3.
- Der un annere. Erzählungen. Verlag Dr. Hanns Krach, Mainz 1984, ISBN 3-87439-096-9. (Zeichnungen von Hermann von Saalfeld)
- Das rote Tuch. Erzählung. In: Lothar Schöne (Hrsg.): Mainz – laut und leise. 18 Autoren hören eine Stadt. Verlag Dr. Hanns Krach, Mainz 1985.
- Redde mer vom Woi. Erzählungen und Gedichte. Verlag Dr. Hanns Krach, Mainz 1986, ISBN 3-87439-107-8. (Zeichnungen von Hermann Volz)
- Besuchszeit. Eine Erzählung. 2. Auflage. Pfälzische Verlagsanstalt, Landau 1991, ISBN 3-87629-153-4.
- Määnzer Gebabbel. 70 Zeitungskolumnen. Verlag Hermann Schmidt, Mainz 1990, ISBN 3-87439-190-6.
- Mainzer Kürzestgeschichten. Annette Reitz-Gruber (Hrsg.), Mainz 1997, ISBN 3-00-001960-X. (Scherenschnitte von Liesel Metten)
- Thea Boland. Bühnenspiel. Deutscher Theaterverlag, Weinheim 1997.
- Der Präsident. Bühnenspiel. Deutscher Theaterverlag, Weinheim 1998.
- Der Suppenschmecker. Erzählungen. Edition Erasmus, Mainz 2000, ISBN 3-925131-49-3.
- Übernanner, unnernanner. Lockere Geschichten in Mainzer Mundart. Leinpfad Verlag, Ingelheim 2003, ISBN 3-9808943-5-5.

## Auszeichnungen

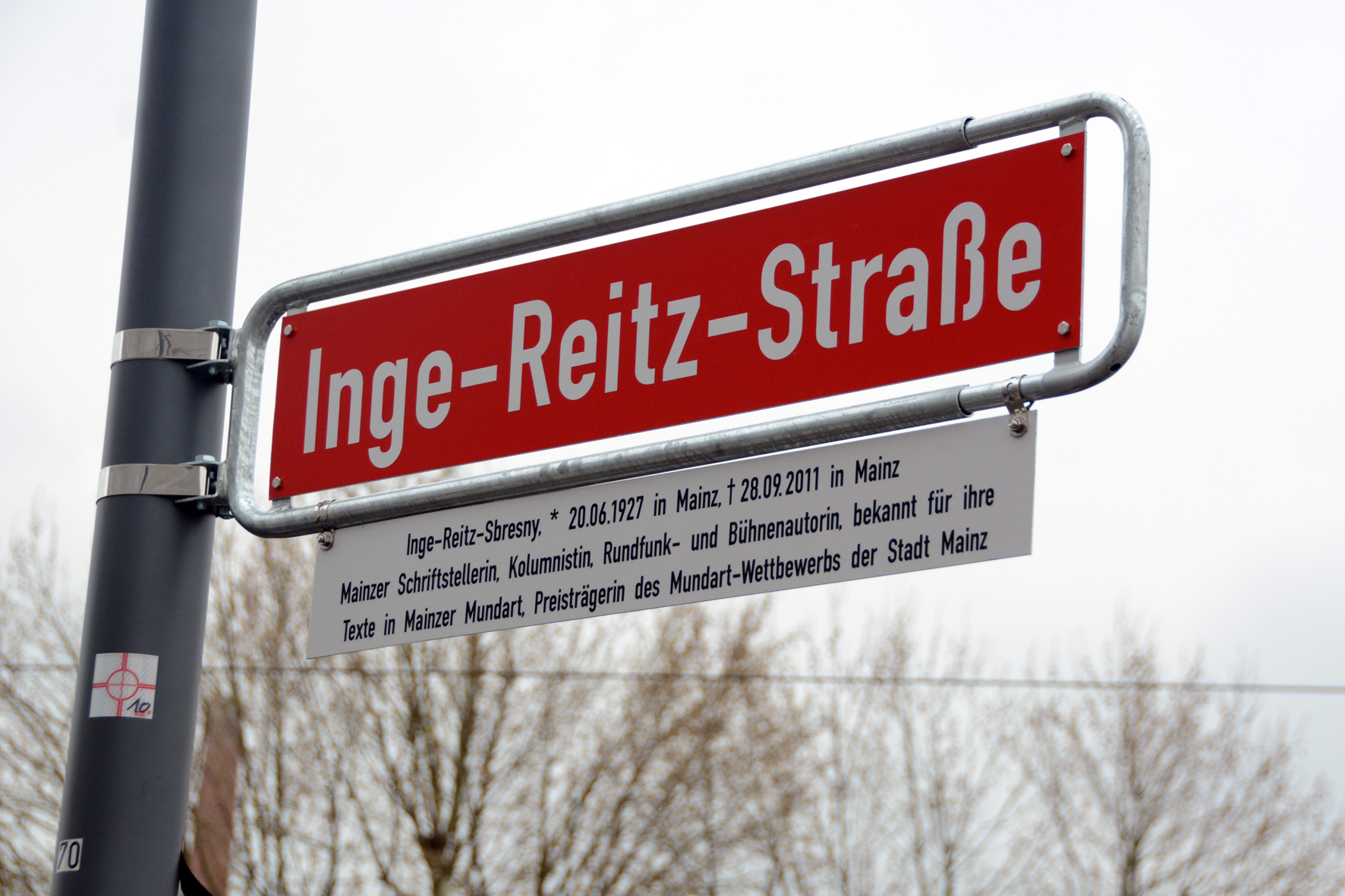

- 2. Preis, SWF-Mundartdichter-Wettbewerb, 1960.
- 1. Preis für Gedichte, Mundart-Wettbewerb der Stadt Mainz, 1980.
- Preis der Emichsburg, 1981.
- Preis für Weinpublizistik München für „Redde mer vom Woi“, 1984/85
- Ritter-Hundt-Plakette, 1990.
- 2. Theaterpreis Pfälzer Mundart für das Stück „Der Präsident“, 1997.
- Benennung einer Straße im Mainzer Zollhafen auf „Inge-Reitz-Straße“, 2019[10]